# FCW Florida Tag Team Championship
El FCW Florida Tag Team Championship és un campionat de lluita lliure professional que pertany a la Florida Championship Wrestling (FCW), empresa de desenvolupament de la World Wrestling Entertainment (WWE). Aquest títol va ser creat al febrer de 2008, i va tenir com a primers campions a Eddie Colón & Eric Pérez.

## Campions actuals
Els campions actuals són Johnny Curtis & Derrick Bateman, els quals estan en el seu primer regnat en conjunt. Aquest equip va guanyar els títols al derrotar els ex campions Los Aviadores (Epico & Hunico) el 13 d'agost de 2010 a Tampa, Florida.

## Llista de campions
| Lluitadors:                                                              | Regnats junts: | Derrotaren a:                                     | Data:                  | Lloc:                |
| ------------------------------------------------------------------------ | -------------- | ------------------------------------------------- | ---------------------- | -------------------- |
| Puerto Rican Nightmares (Eddie Colón (1) & Eric Pérez (1))               | 1              | Steve Lewington & Heath Slater                    | 23 de febrer de 2008   | Port Richey, Florida |
| Nic Nemeth (1) & Brad Allen (1)                                          | 1              | Puerto Rican Nightmares                           | 22 de març de 2008     | Port Richey, Florida |
| Puerto Rican Nightmares (Eddie Colón (2) & Eric Pérez (2))               | 2              | Nemeth & Allen                                    | 15 d'abril de 2008     | Port Richey, Florida |
| The Empire (Drew McIntyre (1) & Stu Sanders (1))                         | 1              | Puerto Rican Nightmares                           | 7 de maig de 2008      | Port Richey, Florida |
| Puerto Rican Nightmares (Eddie Colón (3) & Eric Pérez (3))               | 3              | The Empire                                        | 17 de juliol de 2008   | Tampa, Florida       |
| Nic Nemeth (2) & Gavin Spears (1)                                        | 1              | Eddie Colón & Eric Pérez                          | 17 d'agost de 2008     | Tampa, Florida       |
| Heath Slater (1) & Joe Hennig (1)                                        | 1              | Scotty Goldman & Kafu y Nic Nemeth & Gavin Spears | 11 de setembre de 2008 | Tampa, Florida       |
| The New Hart Foundation (DH Smith (1) & TJ Wilson (1))                   | 1              | Heath Slater & Joe Hennig                         | 30 d'octubre de 2008   | Tampa, Florida       |
| James Curtis (1) & Tyler Reks (1)                                        | 1              | DH Smith & TJ Wilson                              | 11 de desembre de 2008 | Tampa, Florida       |
| Caylen Croft (1) & Trent Beretta (1)                                     | 1              | Tyler Reks                                        | 30 d'abril de 2009     | Tampa, Florida       |
| Justin Gabriel (1) & Kris Logan (1)                                      | 1              | Caylen Croft & Trent Beretta                      | 23 de juliol de 2009   | Tampa, Florida       |
| Bo Rotundo (1) & Duke Rotundo (1)                                        | 1              | Justin Gabriel & Kris Logan                       | 23 de juliol de 2009   | Tampa, Florida       |
| The Dudebusters (Caylen Croft (2), Trent Barreta (2) & Curt Hawkins (1)) | 1              | The Rotundos                                      | 19 de novembre de 2009 | Tampa, Florida       |
| The Fortunate Sons (Joe Hennig (2) & Bret DiBiase (1))                   | 1              | Croft & Barreta                                   | 14 de gener de 2010    | Tampa, Florida       |
| The Usos (Jimmy (1) & Jules (1))                                         | 1              | The Fortunate Sons                                | 13 de març de 2010     | Tampa, Florida       |
| Los Aviadores (Dos Equis (1) & Hunico (1))                               | 1              | The Usos                                          | 3 de juny de 2010      | Tampa, Florida       |
| Kaval (1) & Michael McGillicutty (3) Abans "Joe Hennig"                  | 1              | Los Aviadores                                     | 15 de juliol de 2010   | Tampa, Florida       |
| Los Aviadores (Epico (2) & Hunico (2))                                   | 2              | Kaval & McGillicutty                              | 16 de juliol de 2010   | Tampa, Florida       |
| Johnny Curtis (2) & Derrick Bateman (1)                                  | 1              | Los Aviadores                                     | 13 d'agost de 2010     | Tampa, Florida       |

## Regnats més llargs
| Equip                        | Dies | Data de la victòria    | Data de la derrota     | Notes                    |
| ---------------------------- | ---- | ---------------------- | ---------------------- | ------------------------ |
| Tyler Reks & Johnny Curtis   | 140  | 11 de desembre de 2008 | 30 d'abril de 2009     | Primer regnat en conjunt |
| Bo Rotundo & Duke Rotundo    | 119  | 23 de juliol de 2009   | 19 de novembre de 2009 | Primer regnat en conjunt |
| Caylen Croft & Trent Beretta | 84   | 30 d'abril de 2009     | 23 de juliol de 2009   | Primer regnat en conjunt |
| Jimmy Uso & Jules Uso        | 82   | 13 de març de 2010     | 3 de juny de 2010      | Primer regnat en conjunt |
| Drew McIntyre & Stu Sanders  | 71   | 7 de maig de 2008      | 17 de juliol de 2008   | Primer regnat en conjunt |

## Major quantitat de regnats

### En parelles
- 3 vegades: Puerto Rican Nightmares (Eddie Colón & Eric Pérez).
- 2 vegades: Los Aviadores (Hunico & Epico)

### Individualment
- 3 vegades: Eddie Colón, Eric Pérez & Joe Hennig/Michael McGillicutty
- 2 vegades: Nic Nemeth, Trent Barreta, Caylen Croft, Epico, Hunico & Johnny Curtis

## Dades interessants
- Regnat més llarg: Tyler Reks & Johnny Curtis, 140 dies.
- Regant més curt: Justin Gabriel & Kris Logan, menys d'un dia.
- Campió més gran: Kaval, 30 anys.
- Campió més jove: Brett DiBiase, 21 anys.